# Staré Sedlo (ort i Tjeckien, Plzeň)
Staré Sedlo är en ort i Tjeckien.   Den ligger i regionen Plzeň, i den västra delen av landet, 120 km väster om huvudstaden Prag. Staré Sedlo ligger 433 meter över havet och antalet invånare är 259.
Terrängen runt Staré Sedlo är huvudsakligen platt. Staré Sedlo ligger nere i en dal.Runt Staré Sedlo är det glesbefolkat, med 15 invånare per kvadratkilometer. Närmaste större samhälle är Stříbro, 13,8 km nordost om Staré Sedlo. I omgivningarna runt Staré Sedlo växer i huvudsak blandskog.